# 大寮駅
大寮駅（だいりょうえき）は台湾高雄市大寮区にある高雄捷運橘線の駅。本駅は橘線の終点駅で、駅東南側は大寮機廠（大寮車両基地）がある。駅番号はOT1。

## 駅構造
- 島式ホーム1面2線の地上駅で駅舎は2階建てであり、2箇所の出入口を持つ。橘線の終端であり、隣接する車両基地（大寮機廠（中国語版））で列車の入出庫及び折り返しを行う。

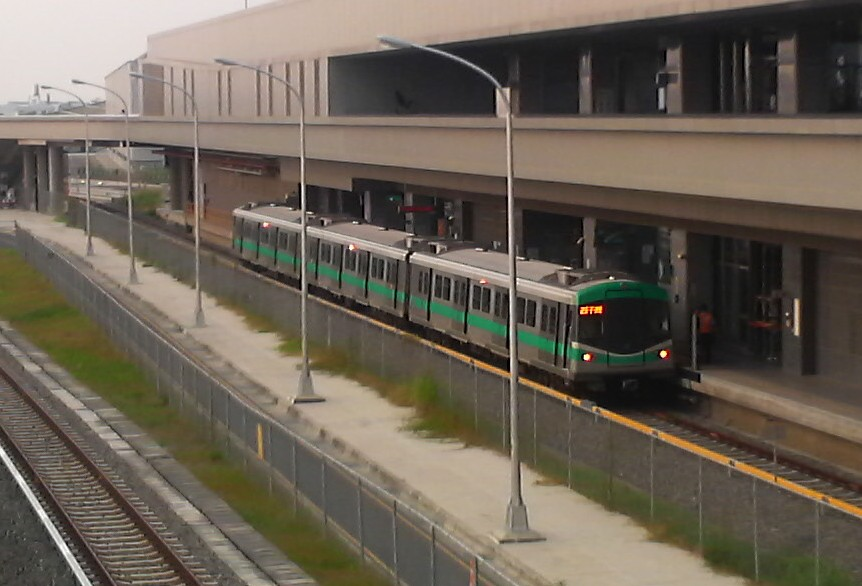
大寮駅に停車中の橘線の電車

### 駅階層
| 2階 | コンコース階                     | コンコース、案内所、自動券売機、出入口通路 |
| 1階 | 1番ホーム                        | ←■橘線 美麗島・哈瑪星方面（鳳山国中駅）    |
| 1階 | 島式ホーム，ホーム側のドアが開く |                                            |
| 1階 | 2番ホーム                        | ←■橘線 美麗島・哈瑪星方面（鳳山国中駅）    |

### 駅出口
出口1、2共に駅の東南南端にあり、バリアフリーのエレベーターがある。
- 出口1：中興村（駅西側）
- 出口2：前庄村（駅東側）

## 利用状況
| 年   | 年間      | 年間      | 年間      | 年間     | 1日平均 | 1日平均 |
| 年   | 乗車      | 下車      | 乗下車計  | 出典     | 乗車    | 乗下車  |
| ---- | --------- | --------- | --------- | -------- | ------- | ------- |
| 2008 | 194,240   | 206,830   | 401,070   | [ 注 1 ] | 1,904   | 3,932   |
| 2009 | 644,675   | 686,920   | 1,331,595 | [ * 2 ]  | 1,766   | 3,648   |
| 2010 | 807511    | 886194    | 1,693,705 | [ * 3 ]  | 2,212   | 4,640   |
| 2011 | 899,567   | 983,144   | 1,882,711 | [ * 4 ]  | 2,465   | 5,158   |
| 2012 | 1,040,324 | 1,125,410 | 2,165,734 | [ * 4 ]  | 2,842   | 5,917   |
| 2013 | 1,166,751 | 1,234,562 | 2,401,313 | [ * 4 ]  | 3,197   | 6,579   |
| 2014 | 1,225,953 | 1,295,670 | 2,521,623 | [ * 4 ]  | 3,359   | 6,909   |
| 2015 | 1,165,743 | 1,226,894 | 2,392,637 | [ * 4 ]  | 3,194   | 6,555   |
| 2016 | 1,149,613 | 1,214,304 | 2,363,917 | [ * 4 ]  | 3,141   | 6,459   |
| 2017 | 1,178,613 | 1,251,470 | 2,430,083 | [ * 4 ]  | 3,229   | 6,658   |
| 2018 | 1,211,096 | 1,285,408 | 2,496,504 | [ * 4 ]  | 3,318   | 6,840   |
| 2019 | 1,187,714 | 1,249,108 | 2,436,822 | [ * 4 ]  | 3,254   | 6,676   |
| 2020 | 957,683   | 1,007,373 | 1,965,056 | [ * 4 ]  | 2,617   | 5,369   |

- 統計に関する出典

註釈
1. ↑  9月14日開業後の運営日数は109日だが、統計は有料化開始の9月21日以降102日で算出している[* 1] ）

出典
1. ↑  （繁体字中国語）高雄捷運公司 (2009年1月10日). “高雄都會區大眾捷運系統各站旅運量統計表”.   高雄市政府交通局. p. 頁10. 2019年5月5日閲覧。
2. ↑  （繁体字中国語）“高雄都會區大眾捷運系統各站旅運量統計表 中華民國98年”.   高雄市政府捷運工程局. p. p13 (2009年1月10日). 2019年10月27日閲覧。
3. ↑  （繁体字中国語）“高雄都會區大眾捷運系統各站旅運量統計表 中華民國99年”.   高雄市政府捷運工程局. p. p13. 2019年10月27日閲覧。
4. ↑  （繁体字中国語）“高雄都會區大眾捷運系統各站旅運量-年 依 年, 捷運站別 與 入出站”.   高雄市政府交通局 (2021年3月12日). 2021年3月12日閲覧。 高雄市統計資訊服務網

## 歴史
- 2008年9月14日 - 開通[1]。
- 2008年9月21日 - 開通式典が行われた。

## 隣の駅
高雄捷運
■橘線
鳳山国中駅 - 大寮駅
■大寮延伸線（計画中）
大寮駅 - 鳳林駅